# Майское (Камчатский край)
Майское — село в Усть-Камчатском районе Камчатского края России. Входит в состав Козыревского сельского поселения.

## География
Расположено на правом берегу реки Камчатка, на расстоянии 197 км к западу от Усть-Камчатска, административного центра района.

## История
Село основано в 1930 году под названием Козыревский совхоз. В 1960 году было переименовано в Майское.

## Население
| 2002 | 2010 | 2013 | 2015 | 2016 | 2018 | 2020 |
| ---- | ---- | ---- | ---- | ---- | ---- | ---- |
| 248  | ↘117 | ↘106 | ↘99  | ↘93  | ↘76  | ↘73  |